# 多毛扭口蘚
多毛扭口蘚（学名：Barbula subcomosa）为叢蘚科扭口蘚屬下的一个种。

## 扩展阅读
- 維基物種上的相關：多毛扭口蘚